# Phoebe (Mond)
Phoebe (auch Saturn IX) ist einer der größeren und der äußeren Monde des Planeten Saturn. Er wurde 1899 entdeckt und ist damit der letzte Saturnmond, der noch vor der Ära der Raumsonden aufgespürt wurde.
Als einziger Haupttrabant des Ringplaneten umkreist er ihn gegenläufig und mit ungewöhnlich langer Umlaufzeit von 1½ Jahren. Da er eine sehr poröse Struktur und extrem dunkle Oberfläche hat, ist es vermutlich ein eingefangener Kometenkern aus dem Kuipergürtel.

## Entdeckung
Phoebe wurde im Jahre 1899 von William Henry Pickering auf fotografischen Platten entdeckt, die am 16. August 1898 von DeLisle Stewart in Arequipa (Peru) belichtet worden waren. Es war der erste Mond, der auf fotografischem Wege entdeckt wurde.
Seine genaue Umlaufbahn konnte erst 1905 von Frank Elmore Ross bestimmt werden.
Benannt wurde der Mond nach der Titanin Phoibe aus der griechischen Mythologie.

## Bahneigenschaften
Über 100 Jahre lang galt Phoebe als der äußerste Mond des Saturn, bis Raumsonden in den Jahren 2000 bis 2006 zahlreiche kleine Trabanten entdeckten, die meist noch weiter entfernt sind.
Phoebe ist fast viermal so weit von Saturn entfernt wie ihr nächster größerer Nachbar, der Mond Iapetus, wobei sie weitaus größer als jeder andere Mond ist, der in einer vergleichbaren Entfernung kreist.
Phoebe und Iapetus sind die einzigen großen Monde im Saturnsystem, deren Bahnen nicht nahe der Äquatorebene des Planeten liegen.
Phoebes Bahnebene ist um etwa 175° gegenüber der Bahnebene des Saturn (um die Sonne) geneigt, die für diesen weit vom Planeten entfernten Mond die sogenannte Laplace-Ebene darstellt. Das bedeutet, dass Phoebes Bahnebene einen Winkel von 5° zur Bahnebene des Saturn einschließt und dabei retrograd, d. h. entgegen der Rotationsrichtung des Saturn, um den Planeten läuft.
Wegen der irregulären Bahneigenschaften zählt Phoebe unter den Saturnmonden zur Nordischen Gruppe.

## Aufbau und physikalische Eigenschaften
Phoebe ist annähernd kugelförmig und besitzt einen mittleren Durchmesser von 213 km (die Längen der Hauptachsen betragen 218 km, 218 km und 204 km).
Sie rotiert in 9 Stunden und 17 Minuten um die eigene Achse und weist wie die anderen äußeren Saturnmonde keine gebundene Rotation auf. Die Rotationsachse ist fast genau parallel zur Rotationsachse von Saturn ausgerichtet. Das bedeutet, obwohl die Bahn retrograd ist, dass Phoebe dieselbe Rotationsrichtung aufweist wie Saturn.
Die meisten großen Saturnmonde besitzen sehr helle Oberflächen; dagegen ist die von Phoebe mit einer geometrischen Albedo von 0,08 extrem dunkel. Hinsichtlich ihrer sphärischen Albedo werden nur etwa 6 % des eingestrahlten Sonnenlichts reflektiert, sodass die Oberfläche fast schwarz erscheint.
Die dunkle Färbung erinnert an organische Verbindungen, wie sie in primitiven Meteoriten (z. B. kohligen Chondriten) vorkommen. Das veranlasste Wissenschaftler zu der Vermutung, dass es sich bei Phoebe um einen eingefangenen Asteroiden handeln könnte.
Im September 1981 flog die Raumsonde Voyager 2 in einem Abstand von 2,2 Millionen Kilometern an Phoebe vorbei und sandte erste Fotos zur Erde. Aufgrund der großen Entfernung war die Auflösung der Aufnahmen gering, sodass fast keine Details erkennbar waren.
Am 11. Juni 2004 passierte die Raumsonde Cassini-Huygens den Mond in einem Abstand von nur 2068 km und sandte detaillierte Aufnahmen zur Erde, die zeigten, dass Phoebes Oberfläche extrem stark verkratert ist. Der größte Einschlagkrater namens Jason misst im Durchmesser 101 km. Damit ist Jason fast halb so groß wie Phoebes Durchmesser. Er befindet sich am Äquator des Mondes. Seine Wände sind bis etwa 18 km hoch und dabei mit dem maximalen Anstiegswinkel von 47° verbunden.
Eine Auswertung von Cassinis Bilddaten ergab, dass die Oberfläche von Phoebe die höchste bisher festgestellte Kraterdichte im Sonnensystem hat. Die Kraterdichte ist ein Gradmesser für das Alter der Oberfläche eines Himmelskörpers. Phoebe soll nach Angaben der NASA mit 4,5 Milliarden Jahren in etwa so alt sein wie das Sonnensystem selbst und gehört damit zu den Objekten, die sich seit dessen Entstehung kaum verändert haben.
Nach weiteren Forschungen soll Phoebe aber durch innere Erhitzung kurz nach ihrer Bildung so warm geworden sein, dass sie zu einem größtenteils runden Himmelskörper wurde.
Die Aufnahmen zeigen weiterhin, dass Phoebes Oberfläche von einer dünnen dunklen Schicht überzogen ist, die eine Mächtigkeit von 300 bis 500 Metern aufweist. An den Kraterrändern, wo die dunkle Schicht infolge des Impaktereignisses aufgerissen ist, sind helle Flecken erkennbar. Hier wurde das darunter liegende, fast weiß erscheinende Material ausgeworfen. Darüber hinaus wurden Spuren von Kohlendioxid festgestellt, eine Verbindung, die bislang noch auf keinem Asteroiden nachgewiesen werden konnte.

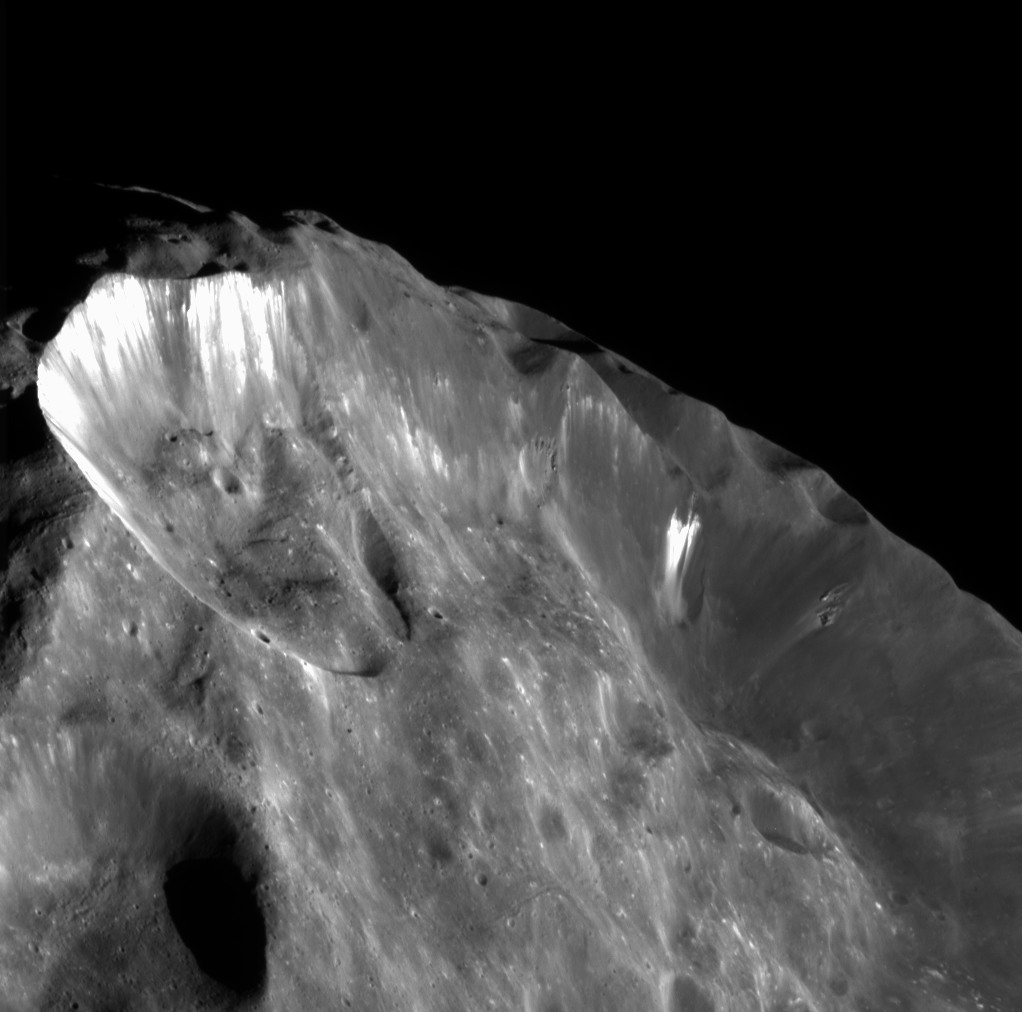
Krater Erginus (links oben) und Jason (rechts) mit Spuren von weißem Material an den Wänden

Mit 1,63 g/cm³ hat Phoebe unter den großen Saturnmonden nach Titan die zweithöchste Dichte. Ihr Inneres muss außer Eis einen größeren Anteil an dichtem Material haben, etwa an silikatischem Gestein.

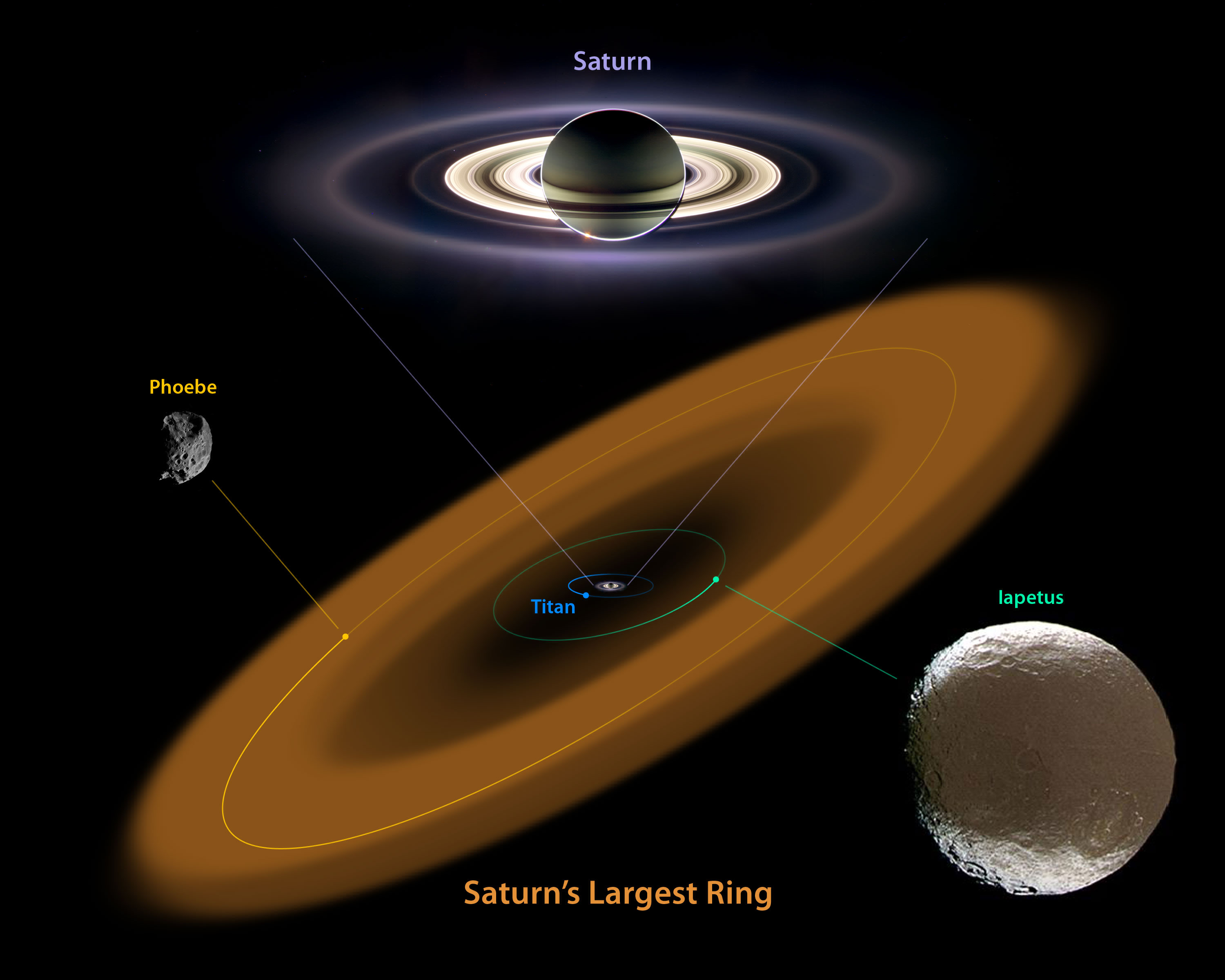
Phoebes Bahn mit dem Phoebe-Ring

Die retrograde Bahn und die Zusammensetzung lassen darauf schließen, dass Phoebe ursprünglich ein Zentaur war, der von der Gravitation des Saturn eingefangen wurde. Zentauren sind eine Gruppe von Asteroiden aus dem Kuipergürtel, die sich auf exzentrischen Bahnen zwischen den Planeten Jupiter und Neptun um die Sonne bewegen. Weiteres Indiz für diese These sind von der Raumsonde Cassini aufgenommene Oberflächenspektren, anhand derer man erkennt, dass auf Phoebe gefrorenes Kohlenstoffdioxid und andere organische Verbindungen wie Cyanoverbindungen vorhanden sind. Diese Stoffe wurden bislang nur auf Kometen und Objekten des Kuipergürtels nachgewiesen.
Die Hypothese, dass beim Einschlag von Mikrometeoriten freigesetztes dunkles Material von Phoebes Oberfläche in Bezug auf die dunklen Verfärbungen der Monde Hyperion und Iapetus eine wesentliche Rolle spielen könnte, bekam weiteren Auftrieb, als das Infrarotweltraumteleskop Spitzer einen riesigen Torus, den sogenannten Phoebe-Ring, mit sehr geringer Dichte (10 bis 20 Partikel pro km³) entdeckte, der sich im Abstand von 6 bis 12 Millionen km vom Saturn bis zur Umlaufbahn von Phoebe erstreckt. Inzwischen (2015) wurde mit dem Weltraumteleskop WISE festgestellt, dass der Ring sogar 6–16 Mio. km Saturnabstand erreicht. Er besteht hauptsächlich aus sehr feinem, dunklem Staub.